# فيلهيلمينا بارنز جراهام

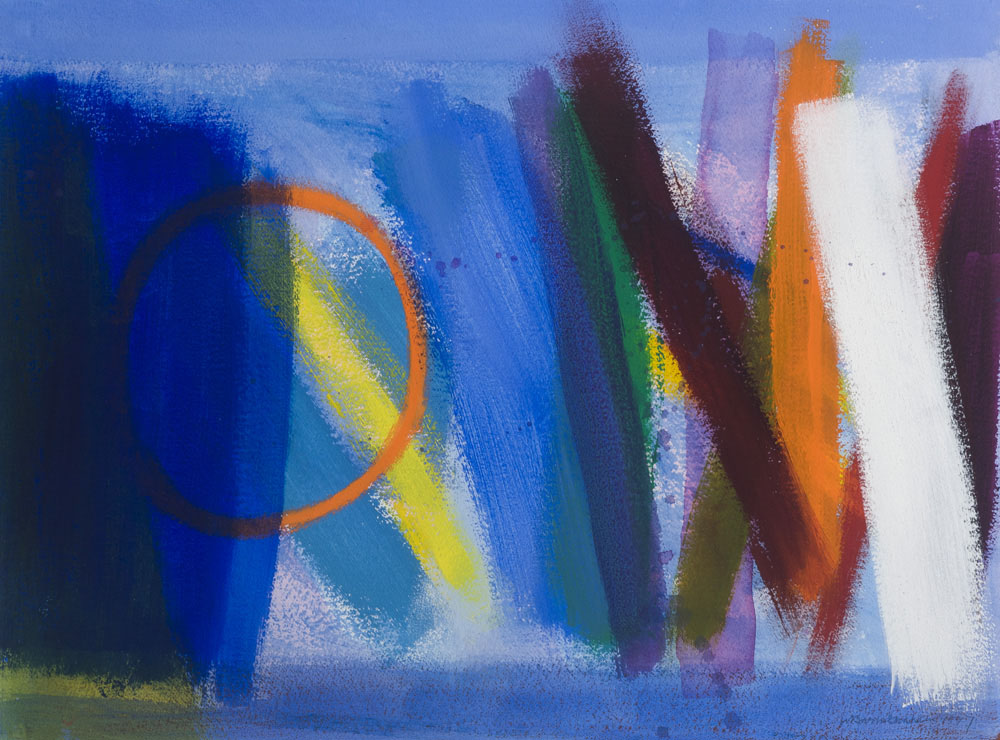
سلسلة العقرب 3، رقم 9 1997، في مجموعة صندوق ويلهيلمينا بارنز-جراهام

فيلهيلمينا بارنز- جراهام 8 يونيو 1912 - 26 يناير 2004 واحدًا من أبرز الفنانين التجريديين البريطانيين، وعضوًا في جمعية بينويث للفنون المؤثرة.